# ثلاثة عشر إلى يوما
 ثلاثة عشر إلى يوما قصة قصيرة كتبت بواسطة إلمور ليونارد ونشرت لأول مرة في (مجلة دايم الغربية)، وهي مجلة لب من خمسينيات القرن الماضي في مارس 1953. إنها واحدة من القصص الغربية القليلة جدًا التي تم تكييفها لتلائم الشاشة و عرضت مرتين في عام 1957 وعام 2007 .

## ملخص الحبكة
بول سكالين (نائب المشير) ، يرافق سارق القطار والمطلوب الفارَ جيمي كيد إلى توكسون لمحاكمته. يسافر الاثنان إلى بلدة صغيرة تسمى كونتينيشن ، حيث يستعدان للحاق بقطار متجه إلى يوما في وقت لاحق من بعد الظهيرة. الاثنان يمكثان في غرفة فندق بالقرب من محطة القطار بمساعدة السيد تيمبي ممثل (ويلز فارغو) الذي تم تعيينه لضمان إرسال كيد إلى العدالة بتهمة سرقة أموال البنك.
ينتظر سكالين وكيد في غرفة الفندق ويقضيان الساعات القليلة التالية في مناقشة أجر سكالين ودوافعه. يرى سكالين العديد من الرجال ينتظرون في الخارج ، والذين كشف كيد أنهم عصابته الذين تتبعوهم سرا يسأل زعيمهم ، تشارلي برنس ، الرجل الذي يعقب كيد من بعده و الذي أكد لتشارلي أنه سيتم إطلاق سراحه قريبًا و حث سكالين على القيام بذلك لتجنب إراقة الدماء. يرفض سكالين ويستمر الاثنان في انتظار القطار بينما عاد السيد تيمبي مع رجل يدعى مون ، وهو عازم على قتل كيد بسبب جريمة تمت تبرئته منها في محاكمة سابقة و بعد مشاجرة قصيرة قام فيها سكالين بإعاقة مون قبل أن يتمكن من إطلاق النار على كيد ، يغادر الاثنان غرفة الفندق من أجل اللحاق بالقطار القادم إلى يوما. بعدما وصلوا إلى محطة القطار ، وجد سكالين نفسه محاطًا برجال تشارلي حيث تبادلوا إطلاق النار ، اندلعت المعركة بين كلا الطرفين حيث حاول كيد الزحف بعيدًا بينما أطلق سكالين النار على تشارلي وعضو آخر في العصابة. أخذ سكالين استراحة بينما ينتظر القطار و قام بسحب كيد بأمان داخل عربة القطار حيث اتفق الأثنان أن كيد استحق أجره.

## الاقتباسات
القصة المكتوبة هي الجوهر التي نشأ منها الفيلمان ومصدرا لبعض الحوارات في كلا الفيلمين و تختلف أسماء معظم الشخصيات في الأفلام عن تلك الموجودة في القصة ، باستثناء شخصية تشارلي برنس ، فهي ذات الشخصية في كل نسخة.

## مقتطفات
تم جمع القصة في (القصص الغربية الكاملة للإلمور ليونارد) وذات الشيء في إختيار قصص ليونارد بعنوان ( ثلاثة إلى عشرة ليوما و قصصا أخرى) . 

## روابط خارجية
- موقع Elmore Leonard الرسمي: Three-Ten to Yuma